# Avenida Duque de Caxias
La Avenida Duque de Caxias es una avenida ubicada en los barrios de República, Santa Ifigénia y Campos Elíseos de la subprefectura de Sé en la zona central de la ciudad de São Paulo, Brasil. Se extiende desde la Plaza Júlio Prestes hasta el Largo de Arouche en un recorrido de un kilómetro.
En su cruce con la Avenida Río Branco se encuentra la Plaza Princesa Isabel donde se levanta el Monumento al Duque de Caxias que, desde su erección en 1960 hasta el 2008 fue considerado el monumento ecuestre más alto del mundo.
La idea de abrir esta vía se remonta a los años 1876 y 1877 cuando los empresarios Frederico Glete y Víctor Nothmann compraron la antigua "Charca Mauá" y pensaron en la construcción del barrio que se llamaría Campos Elíseos. Los planos de urbanización fueron aprobados en 1878 dando lugar a la apertura de las primeras calles entre las que se encontraba esta avenida que, desde su inicio, tuvo ese nombre. La modificación se dio en su trazado ya que originalmente comenzaba en la avenida São João y terminaba en el antiguo "Largo Duque de Caxias", actual Plaza Júlio Prestes. El trecho entre la avenida São João y el Largo do Arouche era conocido como "Rua Dona Maria Tereza" que fue abierto en el siglo XX.
En los alrededores de esta avenida (principalmente en el tramo ubicado entre la Plaza Princesa Isabel y la Plaza Júlio Prestes) se suele verificar la aglomeración de personas (principalmente indigentes y drogadictos) conocido como Cracolandia, situación que simboliza el deterioro de la vía así como los problemas de seguridad que la afectan.